# Triumphkreuzgruppe im Dom zu Halberstadt

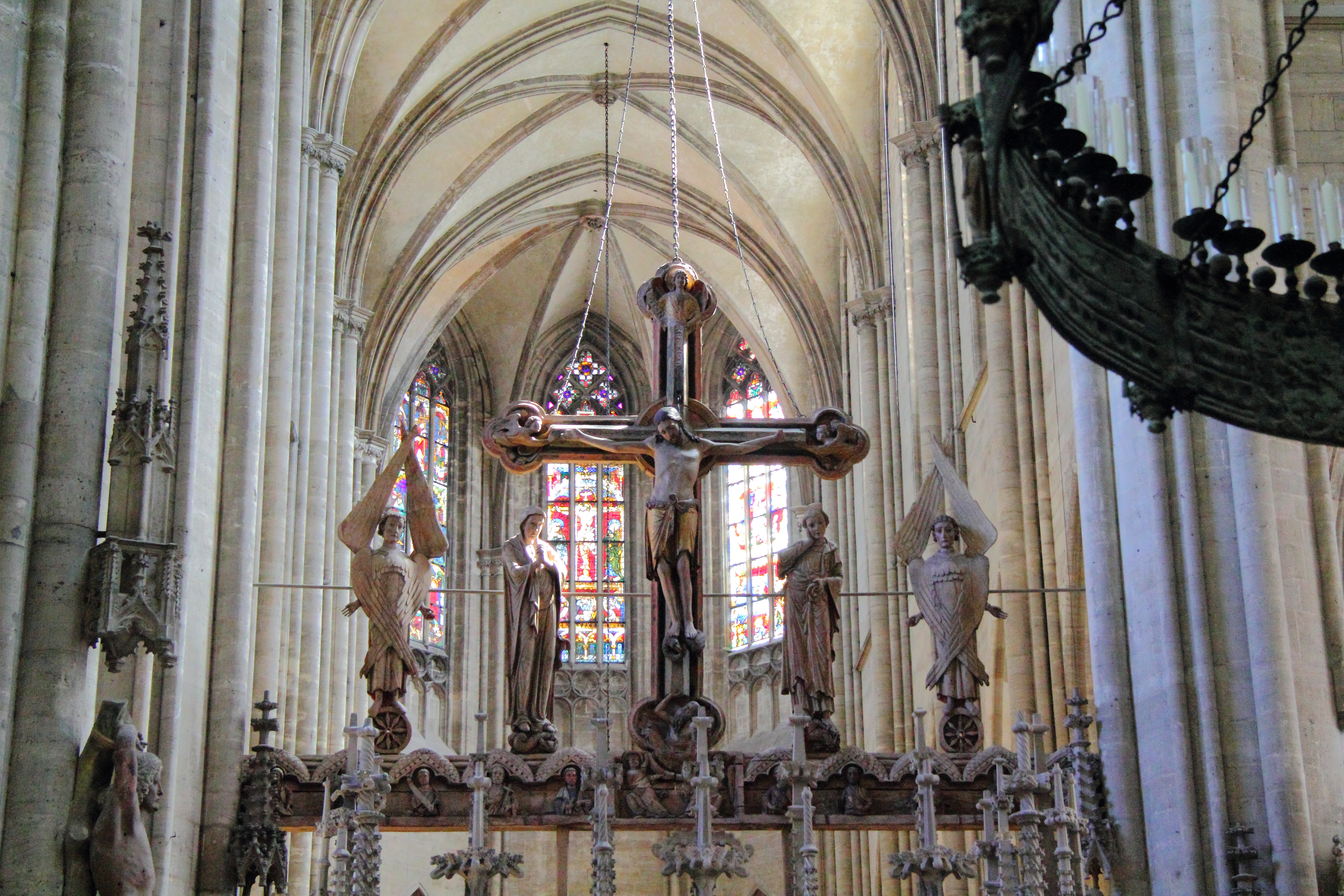
Frontalansicht der Triumphkreuzgruppe oberhalb des Lettners

Die Triumphkreuzgruppe im Dom St. Stephanus und St. Sixtus in Halberstadt in Sachsen-Anhalt stellt die Kreuzigungsszene auf Golgatha dar. Sie besteht aus fünf hölzernen überlebensgroßen Figuren, die auf einem mit Reliefs verzierten Triumphbalken platziert sind. Die Kreuzigungsszene befindet sich oberhalb des Lettners in der Mitte des Langhauses. Es handelt sich um das bedeutendste Kunstwerk, das in den gotischen Neubau übernommen wurde.
Im Vergleich mit den Triumphkreuzgruppen in Wechselburg und Freiberg ist sie die älteste und „in der ursprünglichen Gestaltung ihrer Gesamtkomposition am besten erhaltene“ Kreuzgruppe.
Schon seit dem 10. Jahrhundert dienten solche Großkreuze als Trennung zwischen dem Bereich der Laien im Mittelschiff und des Klerus im Chorbereich. Seit dem 12. Jahrhundert entstanden Kreuzigungsgruppen mit den trauernden Gestalten der Maria und des Johannes. Die Kreuzigungsgruppe in Halberstadt ist eine Besonderheit, da auch Großplastiken von Engeln vorhanden sind.

## Historischer Hintergrund
Die Triumphkreuzgruppe entstand um 1215, spätestens jedoch gegen 1220, im Jahr der Neuweihe des Doms und wurde in der Einwölbung des Chores des ottonischen Doms in Halberstadt aufgestellt. Der Schöpfer der Kreuzgruppe ist unbekannt. Der Vorgängerbau des ottonischen Doms war ein karolingischer dreischiffiger und kreuzförmiger Dom. Nach dem Einsturz des karolingischen Domes begann der Bau des ottonischen Doms, der im Jahre 992 geweiht wurde. In den darauf folgenden gotischen Bau wurde die Kreuzgruppe als Werk der späten Romanik übernommen.
Die Triumphkreuzgruppe musste in dem ottonischen Vorgängerbau einen geringeren Raum ausfüllen, weswegen sie vermutlich auf eine noch eindringlichere Weise wahrnehmbar war. Ebenfalls wirkte die Gruppe wesentlich massiver, da sie sich nicht, wie im gotischen Bau, in einem lichtdurchfluteten, durch Spitzbögen und Pfeiler nach Vertikalität strebenden Raum befand. Die Räumlichkeiten des romanischen Baus waren wesentlich niedriger, dunkler und geschlossener.
Um die Kreuzgruppe in den gotischen Raum zu integrieren, sollte eine Auflösung der Schwere durch Vertikalisierung stattfinden. Um die horizontalen und vertikalen Linien in Einklang zu bringen und auszugleichen, entstand nach 1500 die gotische Lettnervorhalle. Die Vorhalle mit ihren zwei spitzbogigen Portalen, den hohen Fialen und der Balken mit der Kreuzgruppe wurden zu einem einheitlicheren und monumentalen Objekt.
Als byzantinischer Einfluss gilt eine Weihbrotschale aus dem 12. Jahrhundert, die von Bischof Konrad von Krosigk nach seiner Rückkehr aus dem vierten Kreuzzug in den Halberstädter Dom mitgebracht und mit anderen byzantinischen Werken der Kleinkunst in einer Schenkungsurkunde von 1208 dem Dom übereignet wurde. Auf ihr befindet sich ebenfalls eine Darstellung der Kreuzgruppe. Schon in der byzantinischen Kunst und in der frühmittelalterlichen Buchmalerei ist die Darstellung der Kreuzigungsszene mit Maria und Johannes vorhanden. Sie diente als Anregung für Plastiken und Skulpturen der spätromanischen Kunst und kann als Inspiration für die Triumphkreuzgruppe oberhalb des Lettners betrachtet werden.

## Beschreibung der Triumphkreuzgruppe
Die Triumphkreuzgruppe befindet sich über dem Lettner und steht auf einem Balken, der als Triumphbalken bezeichnet werden kann. Ursprünglich war der Balken zum Mittelschiff hin mit Büsten der zwölf Apostel versehen, während auf der Chorseite die Büsten von zwölf Propheten zu erkennen waren. Über ihren Häuptern befinden sich Baldachine. Durch die Übernahme der Triumphkreuzgruppe vom ottonischen in den gotischen Bau musste der Balken im 15. Jahrhundert gekürzt werden, da er nicht zwischen die breiteren gotischen Vierungspfeiler passte, die zur Stabilisierung der hohen Gewölbe dienen sollten. Aus diesem Grund sind auf beiden Seiten nur noch je zehn Büsten vorhanden. Seine ursprüngliche Länge muss etwa 9,5 Meter betragen haben. Durch seine Kürzung verringerte sich die Länge etwa um einen Meter. Sein Durchmesser beträgt 75 Zentimeter. Der horizontal verlaufende Balken verhält sich nicht korrespondierend zu der vertikalen Raumausstattung.
Die Triumphkreuzgruppe besteht aus einem monumentalen Kreuz, an dem Jesus Christus gekreuzigt dargestellt ist. Es befindet sich in der Mitte des Triumphbalkens. Zur rechten Seite Christi befinden sich die heilige Mutter Maria und zur linken Johannes der Evangelist. Jeweils daneben befindet sich eine Engelsgestalt.
Vor allem anderen dominiert das symmetrische Kreuz. Bei genauerer Betrachtung erkennt man, dass das Holzkreuz, das an allen vier Enden kleeblattförmige Dreipässe besitzt, das eigentliche schmalere Kreuz, an das die Jesusfigur geheftet ist, einfasst. Dreipässe sind eine Gestaltungsform, die bereits in der zeitgenössischen Kleinkunst vorhanden war.
Das rahmende und breitere Kreuz besitzt eine Größe von über fünf Metern. In den seitlichen Dreipässen befindet sich jeweils ein Engel, der das Kreuz scheinbar zu stützen versucht. Im unteren Dreipass befindet sich Adam, der nach oben schaut. Unter Adam fixieren zwei Engel das schwere Kreuz außerhalb des Dreipasses. Auf der gleichen Höhe im Chorbereich befindet sich eine Reliefdarstellung der Osterszene, in der die Frauen einem Engel begegnen, der ihnen die Auferstehung Christi verkündet. Im oberen Dreipass befindet sich ein weiterer Engel, der den Kreuztitulus hält. Es handelt sich um ein Spruchband mit der Pilatusüberschrift „Iesus Nazarenus Rex Iudaeorum“, die mit INRI abgekürzt wird.
„Pilatus aber schrieb eine Überschrift und setzte sie auf das Kreuz; und war geschrieben: Jesus von Nazareth, der Juden König. Diese Überschrift lasen viele Juden; denn die Stätte war nahe bei der Stadt, da Jesus gekreuzigt ward. Und es war geschrieben in hebräischer, griechischer und lateinischer Sprache“. (Joh 19,19–20 )
In der Vierung des Kreuzes befindet sich ein angedeuteter Heiligenschein. Jesus befindet sich im Moment des Sterbens. Er stützt seinen Körper auf einem schlangenartigen Drachen ab, der als Suppedaneum dient. Der Drache steht symbolisch für die durch Christi Tod überwundene Sünde. Jesu Körper bildet eine leicht geschwungene Form. Er ist mit vier Nägeln an das Kreuz geschlagen. Er hat seinen Kopf geneigt und trägt keine Dornenkrone. Auch die Wundmale sind kaum zu erkennen. Diese Kreuzigungsdarstellung verbindet Merkmale der romanischen und der gotischen Epoche.
Neben dem gekreuzigten Jesus Christus, der an das imposant wirkende Kreuz geschlagen ist, befinden sich je zwei Personen zur linken bzw. zur rechten Seite des Kreuzes. Die Figuren sind 2,20 Meter hoch und entsprechen dem Größenverhältnis des Kreuzes. Auf der rechten Seite befindet sich die Figur der heiligen Mutter Maria. Sie trägt ein Gewand, das bis zum Boden reicht. Die Spitzen ihrer Füße sind zu erkennen. Ihr Körper ist in eine Dreiviertelposition zum Kreuz hin gedreht. Ihr Haupt ist leicht geneigt und ihre Hände sind als Symbol der Trauer gefaltet, wobei die linke Hand die rechte umfasst. Sie hat weit geöffnete Augen und ein starres Gesicht.
Auf der linken Seite des Kreuzes befindet sich ein Mann, bei dem es sich um den Jünger Johannes den Evangelisten handelt. Seine Körperhaltung ist frontal zum Betrachter positioniert, wobei sich sein Oberkörper zur Seite neigt und sich somit von dem Kreuz entfernt. Sein Blick ist nicht auf den Gekreuzigten gerichtet. Auch er trägt ein bodenlanges Gewand. Der linke Arm ist angewinkelt. Die Hand greift nach seinem Gewand im Bauchbereich. Der rechte Arm ist ebenfalls angewinkelt, wobei diese Hand auf der rechten Seite seines Gesichtes aufliegt. Dieser Gestus wirkt sorgenvoll. Maria steht auf einer drachenähnlichen Schlange und Johannes auf einem König, der für das Heidentum steht.
Auf ein Übermaß an emotionalem Ausdruck im Antlitz Marias und Johannes’ ist verzichtet. Entsprechend dem Trauergestus der Romanik ist der Ausdruck verhalten. Der Schmerz wird nicht veranschaulicht. Dies ändert sich in der Darstellungsweise der späten Gotik, in der Trauer vergegenwärtigt wird. Maria und Johannes werden zu Mitleidenden, die der Szene beiwohnen. Als spätromanisches Werk in einer gotischen Kirche wirken Erscheinung und Sinngebung auf die Zeitlosigkeit der Kreuzgruppe ein.
An den jeweils äußeren Enden des Balkens befindet sich je ein Engel mit sechs Flügeln, die an die biblischen Seraphim erinnern. Zwei der Flügel verschränken sich vor der Brust, zwei andere verschränken sich über dem Kopf. Die verbliebenen zwei Flügel sind nur auf der Seite des Chorbereichs zu erkennen. Ihre Füße sind zu sehen. Sie befinden sich auf sonnenähnlichen Rädern, die auf die Feuerräder der Cherubim hinweisen, die in der Bibel erwähnt werden. Die Figuren sind direkt dem Betrachter zugewandt. Ihre Hände sind nach oben gedreht und starr vom Körper distanziert. Ihr Gewand reicht bis zu ihren Knöcheln. Die Blicke und die Mimik sind neutral. Während der Engel zur Linken Jesu frontal nach vorne blickt, ist der Kopf des Engels zu seiner rechten Seite auf das Kreuz gerichtet.
Durch leichte Hinwendungen der Figuren (die Dreiviertelhaltung Marias) oder durch das Drehen des Kopfes (der Engel zur rechten Seite Christi) zum Kreuz hin wirken die einzelnen Figuren der Gruppe wie eine geschlossene Einheit. Gleichzeitig lässt die frontale Darstellung einzelner Figuren die heilsgeschichtliche Szene auf die Gemeinde wirken.
Auf der Triumphkreuzgruppe befinden sich erhebliche Reste mittelalterlicher Farben. Somit konnte die farbige Erscheinung rekonstruiert werden. Das Leinentuch, das um die Hüften Christi gebunden ist, ist in Gold gehalten. Das umrahmende Kreuz besitzt immer noch einen rötlichen Ton, während das innere Kreuz in blau und grün gehalten ist.

## Darstellungsweise Christi am Kreuz
Die ursprüngliche Ikonographie Christi in der Epoche der Romanik orientierte sich an der Verbildlichung des heiligen und triumphierenden Christus. In dieser Form der Darstellung wurde weniger die Marter thematisiert als vielmehr der königliche Heiland. Dies äußerte sich durch den meist aufrecht stehenden und immer noch lebenden Christus, durch das Fehlen der Dornenkrone und den Viernageltypus. Bei dem Viernageltypus befanden sich die Füße Christi auf dem Suppedaneum nebeneinander, was augenscheinlich einen besseren Halt sicherte und weniger schmerzvoll wirkte. Der Körper Jesu nahm eine lebendig wirkende, aufrecht stehende Position ein.
Mit dem Übergang von der Romanik zur Epoche der Gotik (ca. 1150–1500) änderte sich die Glaubensvorstellung bezüglich des Kreuzestodes Christi und man tendierte in der künstlerischen Darstellung weniger zu einer erhabenen Darstellungsweise als vielmehr zu einer, die den qualvollen Tod des verurteilten und sterbenden Christus veranschaulicht. Merkmale der Marter sind die Dornenkrone und die daraus resultierenden Stigmata, die in aller Drastik dargestellt werden. Meist ist der Tod bereits eingetreten und der Körper ist in sich zusammengesackt. Eine weitere auffällige Veränderung in der Gotik ist der Dreinageltypus. In diesem Fall liegen die Füße Christi aufeinander, so dass nur ein Nagel zur Fixierung benötigt wird. Einen stabilen Halt zu finden erscheint aussichtslos. Dies erkennt man an dem vermehrten Fehlen des Suppedaneums, wodurch das gesamte Körpergewicht buchstäblich auf einem Fuß auffliegt.
Manchmal wandelte sich auch die Form des Kreuzes von einer allgemeinen „T“-Form zu einer „Y“-Form (Gabelkreuz), um weniger das Stehen als vielmehr das Hängen des Körpers zu veranschaulichen.

## Vergleich mit anderen Kruzifixen
Als hervorragendes Beispiel für die ältere Darstellungsweise gilt das Gerokreuz im Kölner Dom. Es besitzt eine erhabene Wirkung. Durch die goldene Farbe, den Heiligenschein auf der Höhe des Hauptes Jesu und den erhellenden, einem Sonnenstrahl ähnlichen Schein, der das ganze Kreuz umrahmt, wirkt das Werk königlich und triumphal. Das Haupt ist gesenkt, Jesus scheint bereits verstorben zu sein. Es befindet sich keine Dornenkrone auf seinem Haupt. Der Körper Christi ist stehend, jedoch leicht zu einer „S“-Form geneigt. Der Viernageltypus findet bei diesem Werk Verwendung. Die Füße stehen nebeneinander und finden Halt auf dem Suppedaneum.
Im Kontrast dazu steht das Gabelkreuz in St. Maria im Kapitol in Köln. Ihren Namen erhielten Gabelkreuze aufgrund ihres gabelähnliche Aussehens. Diese Form der Kreuze werden auch als Pestkreuze bezeichnet. Ursprünglich sind Pestkreuze aus Stein und Holz gefertigt. Sie sind auf manchen Friedhöfen zu finden und dienen zur Erinnerung an Verstorbene, die im Mittelalter Opfer von Pestepidemien wurden. Dieses Werk gilt als anschauliches Beispiel für den gemarterten Heiland, da das Werk zum Habitus des leidenden Christus passt und die Beschreibung des Körpers in den Passionstraktaten von Heinrich von St. Gallen verbildlicht. Verdeutlicht werden die verdrehten, dünnen Arme, die herausgedrückten Rippen, das Blut, das an den Einstichlöchern an Füßen und Händen durch die Nägel und am Kopf durch die Dornenkrone herausquillt. Das Haupt ist tief gesenkt und der Körper ist durch den weit nach oben gebogenen Querbalken des Kreuzes in sich zusammengesackt. Das Kreuz besitzt kein Suppedaneum. Somit findet sich keine Stütze für den Gekreuzigten, dessen ganzes Körpergewicht sich auf die durchbohrten Hände und Füße verteilt. Es ist ebenfalls zu erkennen, dass bei diesem Werk der Dreinageltypus verwendet wurde. Das qualvolle Sterben ist an diesem Gabelkreuz extrem veranschaulicht.

## Religiöse Typologie
Der Begriff der Typologie stammt aus dem 18. Jahrhundert, sie fand ihre größte Verbreitung in der bildenden Kunst im Hoch- und Spätmittelalter. Ein erneutes Aufleben der Typologie vollzog sich im 16. und 17. Jahrhundert. In der Typologie findet eine systematische Verbindung des Alten und des Neuen Testaments statt. Dies geschieht durch die Herstellung figuraler Beziehungen zwischen einer Person aus dem Alten Testament (Typus, Präfiguration) und vornehmlich Jesus Christus aus dem Neuen Testament (Antitypus). Die kirchliche Typologie verhält sich demnach meist christozentrisch. Verheißung und Erfüllung sind der Typologie als bibelexegetische Methode inhärent. Es findet eine zielgerichtete und heilsgeschichtliche Steigerung vom Alten zum Neuen Testament statt. Gleichzeitig besitzen beide Personengruppen analoge Merkmale.
In der Triumphkreuzgruppe findet sich die Typologie in Adam als Präfiguration und Christus als Antitypus wieder. Im unteren Dreipass des Kreuzes befindet sich Adam, der seinen Kopf dreht und zum Gekreuzigten hochblickt. Adam gilt, durch das Essen der Frucht vom Baum der Erkenntnis, als Bringer der Erbsünde über die Menschheit. Er verkörpert die gefallene Menschheit. Er erscheint am Beginn des Alten Testaments. Jesus Christus befindet sich analog am Anfang des Neuen Testaments. Durch seinen Kreuzestod und die dadurch bewirkte Erlösung der Menschheit gilt er als zweiter Adam und als Sieger über die Erbsünde.
Adam verbannte durch seinen Ungehorsam die Menschheit von Gott. Er steht für die gesamte sündige Menschheit. Jesus jedoch führt die Menschheit zu Gott zurück. Es findet eine Wechselwirkung statt. Adam wird von einem erhabenen Wesen durch Erbsünde zum sterblichen Menschen. Jesus als Mensch stirbt, um die Erbsünde zu besiegen, erwacht zu neuem Leben und steigt als Gottes Sohn auf in den Himmel.
Christus erweckt die durch Adam sündig gewordene Menschheit zu neuem Leben. Laut einer Sage befand sich auf Golgatha, dem Ort der Kreuzigung, das Grab Adams. Durch das herabtropfende Blut erwachte der Urvater vom Tod.
Jedoch muss eine alttestamentliche Figur nicht zwangsläufig den Typus Christi darstellen. Typologien finden sich ebenfalls bei Personenkonstellationen, in denen Christus nicht beteiligt ist. In der Triumphkreuzgruppe findet sich dies in der Figur der Maria wieder. Sie steht auf einem schlangenartigen Wesen, das symbolisch auf die Schlange im Paradies hinweist, die Eva im Paradies verführte, die Frucht des Baumes der Erkenntnis an sich zu nehmen und sie Adam zu reichen, der von ihr aß. Auch Eva befindet sich am Anfang des Alten Testaments und Maria erscheint zu Beginn des Neuen Testaments. Während Eva durch ihr Einwirken auf Adam ihn zum Ungehorsam verführt und als Mutter der Erbsünde zu verstehen ist, fungiert Maria nicht nur als die leibliche Mutter Jesu, sondern auch als die heilige Mutter, die den Erlöser der Menschheit unbefleckt empfängt und gebiert. Sie ist die zweite Eva, die durch ihre Funktion die Sünde in Form der Schlange überwindet.
Das Halberstädter Triumphkreuz nimmt ebenfalls eine typologische Bedeutung an. Das Holzkreuz dient irdisch betrachtet als das Hinrichtungswerkzeug, an dem Jesus sterben wird. In der christlichen Heilslehre steht das Kreuz jedoch für die Überwindung der Sünde und das ewige Leben. Im Gegensatz dazu steht der Baum der Erkenntnis, von dem Adam und Eva, obwohl es ihnen von Gott verboten wurde, eine Frucht essen und somit die Sünde und den Tod über die gesamte Menschheit bringen. Die Menschheit lebt bis zum Kreuzestod Christi in einer unüberwindbaren Distanz zu Gott.
Ebenfalls fungieren die Reliefdarstellungen der Propheten auf dem Triumphbalken in Richtung des Langhauses als Präfigurationen der Apostel, die sich als Reliefs auf dem Balken im Chorbereich befinden. Die Propheten verhießen das Kommen und das Wirken des Messias. Die Apostel folgten als Jünger Jesus Christus. Sie wurden Zeugen seiner Worte und Taten und verkündeten sie nach Jesu Himmelfahrt und dem Pfingstereigneis den Menschen.

## Maria und Johannes
Neben Christus am Kreuz befinden sich zwei menschliche Personen, je eine zu seiner linken und zu seiner rechten Seite. Dass es sich bei der weiblichen Person um die heilige Mutter Maria handelt, erscheint durch die familiäre Verbindung logisch. Dass es sich jedoch bei der männlichen Person um den Jünger Johannes handeln soll, wird erst durch eine explizite Bibelstelle deutlich. So sollen sich Maria und der Jünger auf Golgatha unter dem Kreuz Christi befunden haben. Jesus sah zu ihnen herab und erkannte das Leid seiner Mutter und sprach zu beiden:
„Weib, siehe, das ist dein Sohn! Darnach spricht er zu dem Jünger: Siehe, das ist deine Mutter! Und von der Stunde an nahm sie der Jünger zu sich.“ (Joh 19,26–27 )

## Die Engel Cherubim und Seraphim
An beiden äußeren Enden der Triumphkreuzgruppe befindet sich jeweils ein Engel. Die beiden Engel besitzen Merkmale zweier unterschiedlicher Engelsgruppen, der sogenannten Seraphim und Cherubim. In der Bibel überschneiden sich die Merkmale der Engel und lassen eine strenge Einteilung nicht zu.
Der Prophet Jesaja im Alten Testament spricht erstmals über die Seraphim als sechsflüglige Wesen. Zwei der Flügel bedecken ihr Antlitz, zwei andere ihre Füße und wieder zwei Flügel lassen sie fliegen. Sie halten glühende Kohlenstücke in den Händen. Mit einem Kohlenstück berührt einer der Engel die Lippen Jesajas, um ihn von Unreinheit zu befreien:
„Seraphim standen über ihm; ein jeglicher hatte sechs Flügel: mit zweien deckten sie ihr Antlitz, mit zweien deckten sie ihre Füße, und mit zweien flogen sie. Und einer rief zum andern und sprach: Heilig, heilig, heilig ist der HERR Zebaoth; alle Lande sind seiner Ehre voll! die Überschwellen bebten von der Stimme ihres Rufens, und das Haus ward voll Rauch.“ (Jes 6,2–4 )
Der ebenfalls alttestamentliche Prophet Hesekiel spricht anderweitig zum ersten Mal über die vierflügligen Cherubim, die auf feurigen Rädern stehen und sich beim Thron Gottes befinden. Die Cherubim gelten als die Diener der Herrlichkeit Gottes, durch deren Flügelrauschen die Stimme Gottes zu vernehmen ist:
„Und die Herrlichkeit des HERRN erhob sich von dem Cherub zur Schwelle am Hause; und das Haus ward erfüllt mit der Wolke und der Vorhof voll Glanzes von der Herrlichkeit des HERRN. Und man hörte die Flügel der Cherubim rauschen bis in den äußeren Vorhof wie eine mächtige Stimme des allmächtigen Gottes, wenn er redet. Und da er dem Mann in der Leinwand geboten hatte und gesagt: Nimm Feuer zwischen den Rädern unter den Cherubim! ging er hinein und trat neben das Rad.“ (Hes 10,4–6 )
In der Offenbarung des Johannes im Neuen Testament erscheinen die Cherubim erneut. Die Cherubim werden als vier himmlische Wesen (mit dem Antlitz eines Löwen, eines Stiers, eines Menschen und eines fliegenden Adlers) bezeichnet. Außerdem ist ihr Leib und ihr Rücken mit vielen Augen bedeckt. Sie befinden sich am Thron Gottes. Das Jüngste Gericht ergeht über die Erde:
„Und ein jegliches der vier Tiere hatte sechs Flügel, und sie waren außenherum und inwendig voll Augen und hatten keine Ruhe Tag und Nacht und sprachen: Heilig, heilig, heilig ist Gott der HERR, der Allmächtige, der da war und der da ist und der da kommt!“ (Offb 4,8 )
Wie bereits erwähnt ist es durch eine Vermischung der Merkmale beider Engel nur schwer möglich zu definieren, um welche Art Engel es sich handelt.
Betrachtet man die Engelsfiguren im Langhausbereich, so sind vier Flügel zu erkennen. Im Chorbereich jedoch erkennt man sechs Flügel. Eine Interpretation wäre, dass es sich bei den Engelsfiguren sowohl um Cherubim (vier Flügel im Langhaus) als auch um Seraphim (sechs Flügel im Chorbereich) handelt. Die Laien, welche die vierflügligen Cherubim betrachten, erhalten indirekt einen Blick auf den Thron Gottes. Verbildlicht wird dies durch die frontale Betrachtung des monumentalen Großkreuzes, da Christus den Willen Gottes, die Errettung der Menschheit von der Erbsünde, erfüllt. Im Chorbereich betrachtet der Klerus die sechsflügligen Seraphim, deren Äußeres eindrucksvoll beschrieben wird. Wie „Rauch“ erfüllt die Herrlichkeit Gottes den Chorbereich.

## Die Triumphkreuzgruppe in Wechselburg
Eine ähnlich monumentale Triumphkreuzgruppe befindet sich in Wechselburg in Sachsen.
Die dargestellte Kreuzigungsszene weist Gemeinsamkeiten, aber auch Unterschiede zu der Triumphkreuzgruppe in Halberstadt auf.
Während sich fünf überlebensgroße Statuen auf dem Triumphbalken in Halberstadt befinden, sind es in Wechselburg nur drei hölzerne Statuen. Ein Triumphbalken fehlt gänzlich.
Zu erkennen ist das hölzerne Kreuz, das wie in Wechselburg in ein größeres Kreuz eingelassen ist und von diesem umrahmt wird. Das äußere Kreuz besitzt ebenfalls Dreipässe, jedoch nur an den Enden der Querbalken und am oberen Ende des Längsbalkens. Das einrahmende Kreuz ist in einem bläulichen Ton gehalten, während das innere Kreuz einen rötlichen Ton besitzt. In den seitlichen Dreipässen befinden sich ebenfalls Engel, die scheinbar das hölzerne schmale Kreuz tragen. Im oberen Dreipass befindet sich Gottvater mit der Taube des Heiligen Geistes als Symbol für die trinitarische Bedeutung des Kreuzesopfers als Gnadenstuhl des Neuen Bundes. Am unteren Ende des Kreuzes befindet sich kein Dreipass wie in Halberstadt, in dem sich Adam befindet. In Wechselburg befindet sich Adam unterhalb des Kreuzes als eine auf dem Rücken liegende erwachende Figur, die sich mit dem linken Arm vom Boden abstützt. Er blickt zu dem Gekreuzigten hoch.
In der Darstellung des Gekreuzigten erkennt man den Übergang der Romanik zur Gotik besonders daran, dass Christus, anders als in Halberstadt, bereits im Dreinageltypus gekreuzigt dargestellt wird. Ebenfalls trägt diese Jesusfigur bereits eine Dornenkrone. Auch er befindet sich im Moment des Sterbens, denn sein Körper nimmt bereits die zusammensackende „S“-Form an.
Neben dem Kreuz befinden sich ebenfalls die Figuren der heiligen Mutter Maria und des Jüngers Johannes. Maria, die sich wie in Halberstadt zur rechten Seite Christi befindet, steht hier statt auf einer Schlange auf einem König. Johannes steht ebenfalls auf einem König.
Der Gestus beider Figuren stimmt mit dem der Figuren in Halberstadt überein. Die Figuren – besonders ihre Gesichter und die Gewänder – wirken wesentlich plastischer und filigraner ausgearbeitet.
Weitere etwa gleichzeitige Triumphkreuze oder -gruppen aus der Zeit von 1215 bis 1235 sind in der Liebfrauenkirche Halberstadt, im Freiberger Dom und in St. Marien und Willebrord in Schönhausen zu finden.